# Начез (Мисисипи)
Натчиз (енгл. Natchez) град је у америчкој савезној држави Мисисипи.

## Демографија
По попису из 2010. године број становника је 15.792, што је 2.672 (-14,5%) становника мање него 2000. године.
| Група             | 2000.          | 2010.         |
| Белци             | 8.108 (43,9%)  | 6.185 (39,2%) |
| Афроамериканци    | 10.061 (54,5%) | 9.213 (58,3%) |
| Азијати           | 71 (0,4%)      | 59 (0,4%)     |
| Хиспаноамериканци | 130 (0,7%)     | 179 (1,1%)    |
| Укупно            | 18.464         | 15.792        |